# 1. Wiener Neustädter SC (1908)
1. Wiener Neustädter SC – austriacki klub piłkarski, mający siedzibę w mieście Wiener Neustadt, w północno-wschodniej części kraju, działający w latach 1908–2010.

## Historia
Chronologia nazw:
- 1908: 1. Wiener Neustädter Sportclub
- 2010: klub rozwiązano – po fuzji z FC Magna Wiener Neustadt

Klub sportowy 1. Wiener Neustädter SC został założony w miejscowości Wiener Neustadt w 1908 roku przez studentów Emmericha Sommera, Franza Eichlera, Juliusa Bendeka oraz Aloisa i Hansa Meszarosów. Podstawę zespołu stanowili gracze wolnych stowarzyszeń SC Edelweiß i FC Graphia. W sezonie 1922/23 odbyły się pierwsze Mistrzostwa Dolnej Austrii, które zostały wygrane przez klub z Wiener Neustadt. Do 1926 roku został czterokrotnym mistrzem kraju Dolnej Austrii, co było największym możliwym sukcesem dla amatorskiego klubu Dolnej Austrii w tym czasie. Od 1926 roku w Dolnej Austrii były dwa stowarzyszenia: NÖFV i VAFÖ. Klub grał w rozgrywkach VAFÖ, zdobywając mistrzostwo VAFÖ Dolnej Austrii w 1929 i 1933. W 1934 roku wydarzenia polityczne doprowadziły do rozwiązania VAFÖ. Klub musiał grać w NÖ 1. Klasse Süd i w pierwszym roku wygrał tam mistrzostwo i awansował do NÖ Landesliga. W sezonie 1935/36 po raz kolejny został mistrzem Dolnej Austrii i tym samym zakwalifikował się do amatorskich mistrzostw Austrii. W finale zwyciężył Innsbrucker AC (3:2 i 6:0) i zdobył tytuł mistrza Austrii wśród amatorów. W następnym sezonie 1936/37, po wygraniu NÖ Landesliga, ponownie startował w amatorskich mistrzostwach, gdzie przegrał w drugiej rundzie z przyszłym zwycięzcą Post SV Wien. W sezonie 1937/38 zajął drugie miejsce w 1. Klasse Niederdonau (D2) i stracił szansę awansu do Nationalligi.
Wskutek aneksji Austrii przez Rzeszą Niemiecką 12 marca 1938 roku rozgrywki w Austrii były organizowane jako część mistrzostw Niemiec. Austriackie kluby walczyli w Gaulidze, a zwycięzca potem uczestniczył w rozgrywkach pucharowych o tytuł mistrza Niemiec. W sezonie 1938/39 zajął drugie miejsce w Bezirksklasse Ost (D2), również w sezonie 1941/42 znów był drugim w 1. Klasse Niederdonau i nie był w stanie awansować do najwyższej ligi.
Po zakończeniu II wojny światowej klub wznowił działalność i wygrał Landesliga Niederösterreich, jednak mistrz ligi wtedy nie był promowany do zawodowych mistrzostw Austrii. W 1950 roku zdobył kolejny tytuł mistrza Dolnej Austrii, a następnie po trudnych meczach playoff Grupy I (Ost) przeciwko ASV Siegendorf i ESV Austria Graz otrzymał promocję do Staatsligi A. Debiutowy sezon 1950/51 na najwyższym poziomie zakończył na przedostatnim 12.miejscu i został zdegradowany do Staatsligi B. W sezonie 1951/52 po zajęciu trzeciej pozycji zakwalifikował się do meczów playoff, ale przegrał z Salzburger AK (5:2 i 3:3). Dopiero w 1959 klub powrócił do Staatsligi A. Tym razem po zajęciu 9.miejsca zatrzymał się na najwyższym poziomie na kolejne 3 lata. Po spadku w 1962, klub natychmiast zwyciężył w Regionalliga Ost i wrócił do Staatsligi A. Dotarcie do finału krajowego pucharu w 1965 pozwoliło na występ w Pucharze Zdobywców Pucharów w sezonie 1965/66. Drużyna austriacka już w pierwszej rundzie wyeliminowana została przez rumuński klub Știința Cluj (przegrywając u siebie 0:1 i na wyjeździe 0:2). W 1967 klub po raz ostatni zagrał na najwyższym poziomie. Po spadku z najwyższej ligi potem występował na drugim poziomie (zwana do 1974 Regionalliga Ost, w 1974/75 Nationalliga, od 1975 2. Division). Po zakończeniu sezonu 1980/81 został zdegradowany do trzeciego poziomu (Regionalliga Ost), w której grał do sezonu 1992/93. W 1993 wrócił do 2. Division, ale po dwóch latach znów występował w Regionalliga Ost. W 1998 klub po raz pierwszy w swojej historii spadł do czwartej ligi, zwanej Niederösterreichische Landesliga. W sezonie 2003/04 zajął 16.miejsce i został zdegradowany do 2. Niederösterreichische Landesliga Ost (D5). Pod koniec 2008 roku zdecydowano, że FC Magna Wiener Neustadt powinien przejąć zespoły z 1. Wiener Neustädter SC po sezonie 2008/09. Klub został oficjalnie rozwiązany 27 kwietnia 2010 roku.

## Barwy klubowe, strój
|  |  |

Klub ma barwy niebiesko-białe. Zawodnicy domowe spotkania zazwyczaj grali w niebieskich koszulkach, niebieskich spodenkach oraz niebieskich getrach.

## Sukcesy

### Trofea międzynarodowe
| \| \| Zdobyte trofea w rozgrywkach międzynarodowych (stan na: 31-05-2019) \| |                                                                     |      |          |
| Rozgrywki                                                                    | Osiągnięcie                                                         | Razy | Sezon(y) |
| · Puchar Zdobywców                                                           | zdobywca                                                            | 0    |          |
| · Puchar Zdobywców                                                           | finalista                                                           | 0    |          |
| · Puchar Zdobywców                                                           | 1/16 finału                                                         | 1    | 1965/66  |
| FIFA                                                                         | Zdobyte trofea w rozgrywkach międzynarodowych (stan na: 31-05-2019) |      |          |

### Trofea krajowe
| \| \| Zdobyte trofea w rozgrywkach Austrii (stan na: 31-05-2019) \| |                                                            |      |                                                      |
| Rozgrywki                                                           | Osiągnięcie                                                | Razy | Sezon(y)                                             |
| · Mistrzostwo                                                       | I miejsce                                                  | 0    |                                                      |
| · Mistrzostwo                                                       | II miejsce                                                 | 0    |                                                      |
| · Mistrzostwo                                                       | III miejsce                                                | 0    |                                                      |
| · Mistrzostwo                                                       | 8.miejsce                                                  | 1    | 1960/61                                              |
| Puchar                                                              | zdobywca                                                   | 0    |                                                      |
| Puchar                                                              | finalista                                                  | 0    |                                                      |
| Puchar                                                              | finalista                                                  | 1    | 1964/65                                              |
| II liga                                                             | I miejsce                                                  | 4    | 1945/46, 1949/50, 1958/59, 1962/63                   |
| II liga                                                             | II miejsce                                                 | 6    | 1937/38, 1938/39, 1941/42, 1946/47, 1973/74, 1975/76 |
| II liga                                                             | III miejsce                                                | 4    | 1947/48, 1951/52, 1955/56, 1976/77                   |
| Austria                                                             | Zdobyte trofea w rozgrywkach Austrii (stan na: 31-05-2019) |      |                                                      |

- Regionalliga Ost (D3):
  - mistrz (1x): 1992/93
  - wicemistrz (2x): 1985/86, 1991/92

- Amatorskie mistrzostwa Austrii:
  - mistrz (1x): 1935/36

- Mistrzostwa Dolnej Austrii:
  - mistrz (8x): 1923, 1924, 1925, 1926, 1936, 1937, 1946, 1950

## Poszczególne sezony

### Rozgrywki międzynarodowe

#### Europejskie puchary
Legenda do wszystkich tabel:
- Q – runda eliminacyjna, 1/16, 1/8, 1/4, 1/2 – odpowiednia faza rozgrywek, Grupa – runda grupowa, 1r gr – pierwsza runda grupowa, 2r gr – druga runda grupowa, F – finał, R – runda, PO – play-off
- k. – rzuty karne, los. – losowanie, Dogr. – dogrywka, w. – zasada bramek strzelonych na wyjeździe

| Sezon   | Rozgrywki                 | Runda | Przeciwnik   | Dom | Wyjazd | Ogólnie |
| ------- | ------------------------- | ----- | ------------ | --- | ------ | ------- |
| 1965/66 | Puchar Zdobywców Pucharów | 1R    | Știința Cluj | 0–1 | 0–2    | 0–3     |

### Rozgrywki krajowe
| \| Austria \| Bilans występów klubu w rozgrywkach piłkarskich Austrii (Stan na 31 maja 2019 r.) \| \| | |        |       |   |   |   |    |    |     |                                                     |        |        |      |
| Poziom                                                                                                | Rozgrywki | Sezony | Mecze | Z | R | P | B+ | B– | Pkt | Lata                                                | Awanse | Spadki | Naj. |
| I | Staatsliga A | 8      |       |   |   |   |    |    |     | 1950/51, 1959–1962, 1963–1967                       | 0      | 3      | 8    |
| II | 1. Klasse Niederdonau/ Bezirksklasse Ost/ Landesliga Niederösterreich/ Staatsliga B/ Regionalliga Ost/ Nationalliga/ 2. Division | 38     |       |   |   |   |    |    |     | 1937–1950, 1951–1959, 1962/63, 1967–1981, 1993–1995 | 3      | 2      | 1    |
| III                                                                                                   | Regionalliga Ost | 15     |       |   |   |   |    |    |     | 1981–1993, 1995–1998                                | 1      | 1      | 1    |
| IV | Niederösterreichische Landesliga                                                                                                 | 6      |       |   |   |   |    |    |     | 1998–2004                                           | 0      | 1      | 2    |
| V | 2. Niederösterreichische Landesliga Ost                                                                                          | 5      |       |   |   |   |    |    |     | 2004–2009                                           | 0      | 0      | 2    |
| | Puchar Austrii | 45     |       |   |   |   |    |    |     | 1935–2002                                           | 0      | 0      | 2    |
| Austria                                                                                               | Bilans występów klubu w rozgrywkach piłkarskich Austrii (Stan na 31 maja 2019 r.)                                                |        |       |   |   |   |    |    |     |                                                     |        |        |      |

## Struktura klubu

### Stadion
Klub piłkarski rozgrywał swoje mecze domowe na Stadion Wiener Neustadt w Wiener Neustadt o pojemności 7700 widzów.

## Kibice i rywalizacja z innymi klubami

### Derby
- Admira Wiener Neustadt
- Wacker Wiener Neustadt
- SC Wiener Neustadt